# The Doors
A Doors egy 1965-ben Los Angelesben alakult, az akkori fiatalságra az egyik legnagyobb hatással bírt rockzenekar (nevét angol szokás szerint gyakran névelővel használják: The Doors). Nevük Aldous Huxley Az észlelés kapui (The Doors of Perception) című művéből származik. Az együttest Jim Morrison énekes, Ray Manzarek billentyűs, John Densmore dobos és Robby Krieger gitáros alkotta. Arculatát Jim lázadó személyisége határozta meg leginkább. Vad, költői szövegei mellett karizmatikus, és kiszámíthatatlan színpadi személyiségként vált híressé. Az ő 1971-ben bekövetkezett halála után a zenekar már csak két évig, 1973-ig működött trióként.
Lemezszerződést 1966-ban írtak alá az Elektra Records lemezkiadóval, ahol olyan albumokat adtak ki, mint a The Doors (1967), Strange Days (1967), Waiting for the Sun (1968), The Soft Parade (1969), Morrison Hotel (1970), Absolutely Live (1970) és az L.A. Woman (1971). Noha az együttes aktív pályafutása 1973-ban lezárult, népszerűségük utána is megmaradt. Az RIAA adatai alapján 32,5 millió LP-t adtak el az Amerikai Egyesült Államokban, míg világszerte több mint 100 milliót. Az Egyesült Államokban 19 arany-, 14 platina- és 5 multiplatina-albummal rendelkezik a zenekar. A Doors volt az első olyan amerikai zenekar, amely nyolc egymást követő aranylemezt tudhatott magáénak. Ray Manzarek és Robby Krieger a későbbiekben gyakran turnézott a Manzarek–Krieger (vagy Ray Manzarek & Robby Krieger of The Doors) formációval, amellyel kizárólag Doors-dalokat adtak elő. 1993-ban választották be őket a Rock and Roll Hall of Fame-be.

## Tagjai
- Jim Morrison (ének, 1943–1971)
- Ray Manzarek (billentyűs, 1939–2013)
- Robby Krieger (gitár, 1946–)
- John Densmore (dob, 1944–)

## Története

### A kezdetek: 1965–1966
Az együttes 1965-ben alakult meg, miután Jim Morrison és Ray Manzarek – két UCLA filmiskolás diák – találkoztak Los Angelesben (Kalifornia, USA). Morrison előadta Manzareknek néhány költeményét és dalszövegét, köztük a Moonlight Drive címűt is. Manzarek már tagja volt a Rick And The Ravens együttesnek, míg Krieger és Densmore a Psychedelic Rangers-ben játszott, de már ismerték Manzarek-et közös meditációs óráikról. Az utóbbi kettőt, egy női basszusgitárossal ( Patty Sullivan) együtt gyorsan felvették az együttesbe és elkezdtek Los Angeles-i klubokban játszani (London Fog, majd később a Whisky A Go-Go).
A névadó, „The Doors of Perception” idézet egy 18. századi versből származik William Blake (1757–1827) író és festő tollából: „If the doors of perception were cleansed, everything would appear to man as it truly is, infinite.” („Ha az érzékelés ajtói megtisztulnának, minden úgy tűnne fel az ember előtt, amilyen valójában: végtelennek.” fordította: Szenczi Miklós)

### Korai felvételek: 1967–1969
Miután Paul A. Rotschild producer felfigyelt rájuk, szerződést kötöttek az Elektra Records kiadóval elkezdve ezzel egy hosszú és sikeres együttműködést Rotschilddal és Bruce Botnick hangmérnökkel. A saját magukról elnevezett bemutatkozó nagylemez tartalmazta az összes elkészült dalukat, beleértve a közel 10 perces zenei drámát, a The End című számot is. A zenekar annyira lendületben volt, hogy az albumot néhány nap alatt sikerült rögzíteniük. A stúdióban a dalok nagy részét élőben, elsőre sikerült felvenniük. Morrison és Manzarek rendezett egy merész népszerűsítő filmet is a Break On Through (To the Other Side) című számhoz, ami fontos mérföldkő volt a zenei videó műfaj számára is.
A The Doors album 1967-es megjelenése szenzációt keltett zenei körökben. A kislemezen elsőként megjelent Light My Fire óriási siker lett, megalapozva a zenekar elismertségét a kor többi nagy zenekara között (például Jefferson Airplane, The Grateful Dead). Lehengerlő jóképűségével, megragadó színpadi jelenlétével és szűk bőrnadrágjával Morrison kora egyik legnagyobb szexszimbóluma lett, habár ő hamar csalódott a sztárok életével járó gáncsoskodásokban.
A második nagylemez, Strange Days majdnem akkora siker volt, mint az első és ez még inkább elismertté tette a zenekart. A harmadik nagylemez, Waiting for the Sun azonban már azt mutatta, hogy a repertoár kimerülésével a zenekar elkanyarodott az eredeti iránytól és új dalokat írtak. Ez lett az első #1 nagylemezük és a Hello, I Love You pedig az első #1 kislemez az USA-ban. Szintén rajta volt a The Unknown Soldier című szám is, amiből egy kitűnő – saját rendezésű – videóklipet is készítettek, valamint a Not to Touch the Earth, ami egy részlet a legendás 30 perces darabjukból, a Celebration of the Lizard-ból. (Amiből sajnos a hírek szerint nem sikerült egy kielégítő verziót összehozni egy önálló nagylemezhez.) Körülbelül ebben az időben lett sikeres a Touch Me című kislemezük is, amiben a legendás Curtis Amy (szaxofon) és egy szimfonikus zenekar is játszott.
A dalszövegek többnyire szociális, pszichológiai és politikai töltéssel bírtak és legtöbbjüket Jim Morrison, The Lizard King (Gyíkkirály) írta. John Densmore jazz-es dobolása, Ray Manzarek kavargó billentyűzetjátéka – bal kezével az általában basszusgitáros részeket játszotta – valamint Robby Krieger gitározása, ami tartalmazott flamencós, indián, blues és klasszikus elemeket is egyedi zenévé állt össze. A rockzenekarokkal ellentétben a The Doors-ban nem volt basszusgitáros, hanem Manzarek játszotta a basszust Fender elektromos zongoráján (Fender Rhodes Piano Bass). Néhány számban azonban a Morrison Hotel című albumon Lonnie Mack (gitáros), az L.A. Woman-on pedig Jerry Scheff (Elvis Presley basszusgitárosa) játszott, vendégként.
Sok számuk született közös munka eredményeként, amihez Morrison általában a szöveggel és a dallammal járult hozzá, míg a többiek megkomponálták a ritmust és összeállították a dalt. Egyszer, amikor Morrison és Manzarek a kaliforniai tengerparton sétáltak, elhaladt mellettük egy afroamerikai lány – erre írta Morrison a Hello I Love You című dalt egyetlen éjszaka alatt. A lányra a dalban mint homályos gyémántra hivatkozik. Többen bírálták a dalt annak hasonlósága miatt a Kinks 1965-ös sikeréhez, az All Day And All Of The Night-hoz.

### Sikerek és problémák: 1969–1971
A The Doors gyorsan elismerést vívott ki kihívó és szórakoztató élő előadásaival, lázadó magatartásával. Egy 1967-es élő fellépés során az Ed Sullivan Show-ban az American Broadcasting Corporation hálózatán a cenzorok azt kívánták, hogy változtassák meg a Light My Fire című dalt és a Girl we couldn't get much higher helyett használják a kevésbé kétértelmű Girl we couldn't get much bettert, mert azt nem lehet drogokra való utalásként értelmezni. Ennek ellenére Morrison az eredeti verziót énekelte az élő adásban és CBS nem tudta megakadályozni a sugárzást, mert a műsor késleltetés nélkül ment. Ed Sullivan olyan mérges volt, hogy az előadás után meg sem rázta a kezüket és soha többé nem hívta meg őket a show-ba.
Morrison teljesen megváltozott, amikor színpadra lépett. Manzarek szerint megszűnt önmaga lenni és átváltozott kerengő dervissé, vagy sámánná, ősi eredetű mutatványokat előadva. Grace Slick énekes visszaemlékezése szerint egy koncerten Morrison annyira felpörgött a kábítószerektől, hogy úgy kellett őt lerángatni a színpadról.
Egy 1969-es Miamiban rendezett koncerten Morrison állítólag még a nemi szervét is megmutatta. Viselkedése miatt vádat emeltek ellene, azonban sosem sikerült bizonyítani és ítélet sem született. Erről a következőket mondta: „Sok időt elvesztegettem a perrel Miamiban. Körülbelül másfél évet. De azt hiszem megérte, mert a per előtt elég gyermeteg képem volt az amerikai igazságszolgáltatási rendszerről. Most már tisztábban látok.”
Mialatt Morrison vezető énekesként híressé vált és a lemezborítókon is egyre nagyobb kép jelent meg róla, ő a zenekar számára követelte meg az elismerést. Egy koncert előtt, amikor a bemondó „Jim Morrison és a The Doors”ként konferálta fel őket Morrison nem volt hajlandó addig színpadra lépni, amíg újra fel nem konferálták őket egyszerűen a The Doorsként.
Élete utolsó két évében kevesebb kábítószert fogyasztott, de keményen inni kezdett, ami hamarosan észrevehető lett az előadásaiban is a színpadon és a stúdióban egyaránt. A The Lizard King előli menekülésben – amely teljesen eluralta őt – meghízott és vastag fekete szakállt növesztett, ezzel arra kényszerítve a kiadóját, hogy az 1969-ben megjelent Absolutely Live című nagy sikerű lemezre egy korábbi fényképét tegyék. Ezen az albumon az 1968–69-es amerikai koncertkörúton készült felvételek és a „The Celebration Of The Wizard” teljes verziója szerepelt.
A negyedik nagylemezükkel, a The Soft Parade-del (1969) a zenekar igyekezett folytatni a lendületet; megpróbálva kiterjeszteni a zenei hangzást vonósokkal és basszussal. Ez lett a legkevésbé sikeres nagylemezük Morisonnal, aki addigra komolyan inni kezdett és egyre nehezebb volt együtt dolgozni vele a stúdióban. Mindez azt eredményezte, hogy a felvételek, amelyek korábban egy-két nap alatt megvoltak, most hetekre is elhúzódtak.
Az 1970-ben megjelent Morrison Hotel című bakelit azonban újra sikeres lett. 1971-ben pedig az L.A. Woman-nel visszatértek amerika elismert előadóinak körébe. Úgy értékelték, hogy ez egy „vissza a kezdetekhez" album, ami ismét a bluesos és R&B-os gyökereket pedzegeti, habár a próbák során komoly próbatétel volt Rotschild távozása. Az új repertoárt koktél zenének nevezte és átadta az irányítást Botnicknek. Az eredmény szinte klasszikusnak számít a kitűnő anyagokkal és a legjobb lemez lett az 1967-es bemutatkozás óta. A hangulatos Riders On The Storm évtizedekre a rádióállomások alapdarabjává vált.

### Morrison halála után: 1971–1989
1971-ben, az L.A.Woman felvételei után Morrison úgy döntött, hogy szünetet tart és barátnőjével (Pamela Courson) Párizsba költözött, ahol rejtélyes körülmények között 1971. július 3-án meghalt. Halálát, az általánosan elfogadott nézetek szerint, kábítószer túladagolás okozta (talán heroin), azonban amint később kiderült, sosem boncolták fel, mielőtt eltemették a Père-Lachaise temetőben Párizsban.
Évekig keringett az a hír, hogy Morrison csak megrendezte a halálát hogy megszökhessen a reflektorfényből, valamint az is hogy Morrison valójában egy párizsi éjszakai klubban halt meg és testét titokban vitték vissza a lakásába. Azonban a Wonderland Avenue című könyvében Morrison korábbi munkatársa Danny Sugerman azt állítja, hogy a Coursonnal való utolsó találkozásán – ami nem sokkal azelőtt volt, hogy ő is meghalt heroin túladagolástól – beismerte Sugermannek, hogy Morrison a heroint korábban vele próbálta ki, és mivel Jim félt a tűtől, ő adta be neki azt az adagot, amibe belehalt.
A The Doors többi tagja egy darabig folytatta a zenélést. Eleinte új énekesben gondolkoztak, majd, Krieger és Manzarek vette át az éneklést és így két albumot is megjelentettek (Other Voices, 1971 és a Full Circle, 1972). Az előbbi jó kritikákat kapott ugyan, de igazán sikeres nem lett. Az utóbbi megjelenése után a zenekar feloszlott.

### Utóélete
1991-ben Oliver Stone megjelentette filmjét, a The Doorst Val Kilmerrel a főszerepben, aki Morrisont játszotta, Coursont Meg Ryan, Manzareket pedig Kyle MacLachlan alakította (a filmben Densmore is megjelent). Bár sokakat lenyűgözött Kilmer játéka a filmben sok tévedés volt és a zenekar tagjai később kinyilvánították elégedetlenségüket Stone-nak, aki sokszor irányíthatatlan tébolyultként ábrázolta Morrisont a filmben.
2002-ben Manzarek és Krieger újraalakította a The Doorst The Doors 21st Century néven. Morrison helyét egy angol énekes, Ian Astbury vette át, aki korábban a The Cult együttes énekese volt és Angelo Barbera Krieger zenekarából lett a basszusgitáros. Az első koncertjükön bejelentették, hogy John Densmore nem lép fel – betegség miatt nem tudott játszani.
Később Densmore többször is kijelentette, hogy őt meg sem hívták az együttesbe. 2003 februárjában felszólítást hozott korábbi társainak, ami azt tartalmazta, hogy nem használhatják majd a The Doors nevet. Ezt bíróságon megtámadták és májusban elvetették, azonban Manzarek többször is kijelentette nyilvánosan, hogy Densmore meghívója az új zenekarba még mindig érvényes. Mindezek mellett Morrison és Courson családja is csatlakozott Densmore-hoz próbálva megakadályozni Manzareket és Kriegert a The Doors név használatában.
Densmore-t eleinte Stewart Copeland helyettesítette, aki korábban a The Police-ban játszott, de ő néhány előadás után visszavonult és a helyére Ty Dennis került, aki Krieger zenekarában játszott.
A The Doorsra máig sámánista élő előadásaiért emlékeznek. A „Szervezet" néhány embere úgy gondolta, hogy ők is csak az amerikai rock egyik lázadója voltak. Jim Morrison azt mondta: „Szeretek minden reakciót, amit a zenével váltok ki. Bármit, amitől az emberek gondolkodni kezdenek. Úgy értem, hogyha egy egész helyiséget meg tudsz tölteni részeg, belőtt emberekkel akkor ideje felébredni és elgondolkodni, hogy sikerült valamit elérni.”
A folyamatos népszerűségük bizonyítéka, hogy a korai lemezeik folyamatosan jól fogynak.

## Lemezek
- The Doors (1967)
- Strange Days (1967)
- Waiting for the Sun (1968)
- The Soft Parade (1969)
- Morrison Hotel (1970)
- Absolutely Live (1970)
- L.A. Woman (1971)
- Other Voices (1971)
- Full Circle (1972)
- An American Prayer (An American Prayer: Jim Morrison) (1978) (utolsó élő felvétel Jim Morrisonnal)
- Bright Midnight: Live In America (2002)

## The Doors-diszkográfia
- The Doors-diszkográfia